# 江別市役所水道庁舎
江別市役所水道庁舎（えべつしやくしょすいどうちょうしゃ）とは、江別市役所の業務のうち、水道事業及び下水道事業を管轄する江別市の施設である。

## 概要

### 所在地
- 郵便番号：067-0071[1]
- 所在地：北海道江別市萩ヶ岡1番地の4[1]

### 業務時間
- 月曜日～金曜日 8時45分～17時15分（祝日と年末年始の閉庁期間を除く）[2]

## 特色
水道庁舎のロビー内には、1981年（昭和56年）に水道庁舎の建設工事中に見つかった多くの土器や石器の展示も行われている。

## 組織
水道庁舎には、以下の組織が入っている。
- 水道部総務課（1階）
- 水道部営業センター（1階）
- 水道整備課（2階）
- 下水道施設課（2階）